# Mohamed Rouicha
Mohamed Rouicha (Tamazight: ⵎⵓⵃⴰⵎⵎⴷ ⵔⵓⵄⵉⵛⴰ; Arabisch: محمد رويشة) (Khenifra, 1 januari 1950 – aldaar, 17 januari 2012) was een Marokkaanse zanger en muzikant, vooral bekend om zijn beheersing van de loutar, een traditioneel snaarinstrument. Hij wordt beschouwd als een van de belangrijkste vertegenwoordigers van de Amazigh (Berberse) muziek in Marokko.

## Biografie
Mohamed Rouicha werd geboren in Khenifra, een stad in het Midden-Atlasgebied van Marokko. Al op jonge leeftijd begon hij muziek te maken en ontwikkelde hij zijn talent op de loutar. Rouicha bracht verschillende vernieuwingen aan in het bespelen van dit instrument, waaronder het toevoegen van een vierde snaar, wat hem in staat stelde complexere melodieën te spelen.
Hij trad zowel nationaal als internationaal op en werd geliefd om zijn mix van Amazigh- en Arabischtalige liederen. Zijn muziek behandelde vaak thema's als liefde, sociale rechtvaardigheid en het dagelijks leven van de Amazigh-gemeenschappen.

## Muzikale carrière
Rouicha werd bekend met nummers zoals “Inas Inas”, “Ya Lehbiba” en “Ach Ayouni”. Zijn optredens brachten hem op podia in heel Marokko en daarbuiten, waaronder festivals en culturele evenementen in Europa en Noord-Afrika.
Dankzij zijn vernieuwingen en virtuositeit wordt Rouicha gezien als een sleutelfiguur in de modernisering en popularisering van Amazigh-muziek, waarbij hij traditionele melodieën toegankelijk maakte voor een breed publiek.

## Overlijden
Mohamed Rouicha overleed op 17 januari 2012 in zijn geboorteplaats Khenifra, op 62-jarige leeftijd. Zijn overlijden leidde tot nationale rouw, en hij wordt nog steeds herdacht als een cultureel icoon binnen Marokko en de Amazigh-diaspora.